# Ningbo Open 2023
Il Ningbo Open 2023 è un torneo di tennis giocato sul cemento. È la 6ª edizione del Ningbo Open, la prima dal 2014 e che fa parte della categoria WTA 250 nell'ambito del WTA Tour 2023. Si gioca al Yinzhou Tennis Center di Ningbo, in Cina, dal 25 al 30 settembre 2023.

## Partecipanti al singolare

### Teste di serie
| Nazionalità | Giocatrice       | Ranking* | Testa di serie |
| ----------- | ---------------- | -------- | -------------- |
| Tunisia     | Ons Jabeur       | 7        | 1              |
| Rep. Ceca   | Petra Kvitová    | 14       | 2              |
| Romania     | Sorana Cîrstea   | 25       | 3              |
|             | Anna Blinkova    | 40       | 4              |
| Francia     | Varvara Gracheva | 44       | 5              |
| Paesi Bassi | Arantxa Rus      | 47       | 6              |
| Regno Unito | Katie Boulter    | 50       | 7              |
| Italia      | Lucia Bronzetti  | 60       | 8              |

* Ranking al 18 settembre 2023.

### Altre partecipanti
Le seguenti giocatrici hanno ricevuto una wild card per il tabellone principale:
- Ons Jabeur
- Wang Xiyu
- Yuan Yue
- Vera Zvonarëva

La seguente giocatrice è entrata in tabellone utilizzando il ranking protetto:
- Daria Saville

Le seguenti giocatrici sono passate dalle qualificazioni:

- Bai Zhuoxuan
- Jodie Burrage
- Anna-Lena Friedsam
- Viktória Hrunčáková
- Valerija Savinych
- Jil Teichmann

La seguente giocatrice è entrata in tabellone come lucky loser:
- Elizabeth Mandlik

### Ritiri
Prima del torneo
- Irina-Camelia Begu → sostituita da  Lucia Bronzetti
- Jennifer Brady → sostituita da  Elina Avanesjan
- Julia Grabher → sostituita da  Kamilla Rachimova
- Elise Mertens → sostituita da  Nadia Podoroska
- Alycia Parks → sostituita da  Tamara Korpatsch
- Anastasija Potapova → sostituita da  Claire Liu
- Mayar Sherif → sostituita da  Rebeka Masarova
- Martina Trevisan → sostituita da  Elizabeth Mandlik

## Partecipanti al doppio

### Teste di serie
| Nazione     | Giocatrice         | Nazione | Giocatrice        | Ranking* | Testa di serie |
| ----------- | ------------------ | ------- | ----------------- | -------- | -------------- |
| Germania    | Laura Siegemund    |         | Vera Zvonarëva    | 35       | 1              |
| Kazakistan  | Anna Danilina      |         | Aleksandra Panova | 92       | 2              |
| Stati Uniti | Sabrina Santamaria |         | Jana Sizikova     | 119      | 3              |
| Rep. Ceca   | Anastasia Dețiuc   | Polonia | Katarzyna Piter   | 154      | 4              |

* Ranking al 18 settembre 2023.

### Altre partecipanti
La seguente coppia di giocatrici è subentrata in tabellone come alternate:
- Dang Yiming /  Yang Yidi

### Ritiri
Prima del torneo
- Naiktha Bains /  Maia Lumsden → sostituite da  Dang Yiming /  Yang Yidi

## Campioni

### Singolare
Ons Jabeur ha sconfitto in finale  Diana Šnaider con il punteggio di 6-2, 6-1.
- É il quinto titolo in carriera per Jabeur, il secondo della stagione e il primo sul cemento.

### Doppio
Laura Siegemund /  Vera Zvonarëva hanno sconfitto in finale  Guo Hanyu /  Jiang Xinyu con il punteggio di 4-6, 6-3, [10-5].